# Corazón pirata
Corazón pirata es una telenovela chilena emitida por Canal 13 que significó un estrepitoso fracaso de sintonía y de crítica, durante el primer semestre de 2001, reemplazando a Sabor a ti y siendo sucedida por Piel canela. Fue ampliamente superada en audiencia por su competencia, la telenovela Pampa Ilusión de Televisión Nacional.
La telenovela es original de Pablo Illanes y Coca Gómez, escrita por Jimmy Daccarett, Amaya Rojas, Gonzalo Peralta y Perla Devoto, producida por Javier Larenas y dirigida por Óscar Rodríguez Gingins, bajo la producción ejecutiva de Nené Aguirre.
Protagonizada por Cristián Campos, María Izquierdo, Jorge Zabaleta y María José Prieto. Con Francisca Merino, Alejandra Herrera, Roberto Poblete, Malucha Pinto, Gonzalo Robles, Patricia Guzmán, Nelson Villagra, Ana María Martínez, Nelly Meruane, entre otros.

## Argumento
Francisco Torres (Cristián Campos) es un Don Juan empedernido y un verdadero pirata irresponsable, que no le importa nada más que gozar de la vida, en especial si se trata de conquistar mujeres hermosas. Pero la cómoda e increíble vida de este casanova aventurero cae en una terrible desgracia ante su padre Antonio Torres (Nelson Villagra), dueño de una importante empresa minera, cuando deja plantada y abandona a su última novia oficial, Tatiana Marambio (Lorene Prieto) en el altar, y en pleno día del matrimonio; a raíz de eso, Antonio toma la decisión de desheredar a su hijo de su derecho a convertirse en el nuevo jefe de la empresa. Aparte de tan enorme mal rato, Francisco, mejor conocido en su círculo social como “Pancho”, siente que lo que sucedió fue solamente un desliz, por lo que no le importa demasiado haber perdido tales responsabilidades; sin embargo, la situación da un inesperado vuelco cuando el casanova se entera por boca de un amigo de su padre, que Siboney Mora (Alejandra Herrera), sobrina predilecta y principal postulante a quedarse con el manejo del negocio familiar, en realidad pretende destruir a la familia Torres.
Ante esta emergencia, a Pancho no le queda otra que buscar la manera de recuperar la confianza de su padre y así advertirlo de la amenaza que la muchacha significa, amenaza ante la cual Antonio está completamente ciego. La única forma de convencer al tozudo Antonio de que él ahora puede dejar sus andanzas como gigoló y ser un hombre responsable, maduro y preparado para asumir el manejo de las empresas, es casándose. ¿Pero con quién? Sus numerosas novias y admiradoras no son una buena credencial ante su papá, Pancho necesita una mujer de irreprochable reputación, y la candidata le cae del cielo, cuando descubre a la intachable viuda Alicia Castro (María Izquierdo), robando un dinero de la pesquera donde trabaja como contadora. El motivo del hurto es saldar las deudas de juego de su madre, Flora Salas (Nelly Meruane), compulsiva jugadora y apostadora que está a punto de caer presa por culpa de su irrefrenable vicio.
Cuando Pancho descubre la jugada de Alicia, la encara y la chantajea de la siguiente manera: Él se compromete a callar el robo y así evitar que la viuda vaya presa con madre y todo, más la definitiva pérdida de su reputación, siempre que ella acepte un noviazgo por conveniencia, para poder presentarle ante su padre como su flamante futura esposa. Alicia se debate entre la fidelidad por su difunto esposo y el desprecio contra el irresponsable Pancho, y, por otro lado, con el inminente peligro de caer presa. En un último intento, trata de escapar del chantaje y devolver el dinero robado, pero la maniobra fracasa cuando su jefe Adonis Marambio (Gonzalo Robles), el padre de Tatiana y nuevo rico de la zona, inesperadamente también le propone matrimonio. 
Ante tales confusiones y viendo que el plazo se acaba, Alicia decide aceptar el chantaje y aparece del brazo de Pancho ante la familia Torres, como la flamante novia del casanova. Desde este momento, el falso noviazgo deberá sortear toda clase de obstáculos para no ser descubierto. Tanto Adonis, quien no puede creer que su idolatrada Alicia se case con “ese sátiro” que le hizo llorar un mar de lágrimas a su hija Tatiana, como Siboney, quien tampoco se traga el inesperado noviazgo de su primo Pancho, no pueden permitir que sus intereses propios se vayan por la borda, por lo que intentarán por todos los medios hacer fracasar el compromiso. 
La situación se complica aún más cuando aparece en el pueblo una antigua novia de Pancho, la atractiva e inteligente antropóloga Claudia Gallardo (Sandra O'Ryan), quien tiene un insólito poder para hacer que él pierda su instinto de canchero y tiemble de inseguridad ante ella. El motivo es que esta mujer fue quien convirtió a Pancho en el gigoló que tantos conocen, cuando ella lo abandonó y lo plantó algunos años atrás en la puerta del registro civil, dejándolo totalmente traumado y resentido ante la sola idea del matrimonio.

## Elenco
- Cristián Campos como Francisco "Pancho" Torres Mora.
- María Izquierdo como Alicia Castro Salas.
- Jorge Zabaleta como Mateo Labarca.
- María José Prieto como Natalia Condell Domínguez.
- Francisca Merino como Fátima Saud Lecaros.
- Alejandra Herrera como Siboney Mora.
- Sandra O'Ryan como Claudia Gallardo.
- Ana María Gazmuri como Mercedes Muñoz.
- Nelson Villagra como Antonio Torres.
- Patricia Guzmán como Minerva Marambio.
- Roberto Poblete como Yamil Saud.
- Malucha Pinto como Ema Lecaros.
- Gonzalo Robles como Adonis Marambio.
- Nelly Meruane como Flora Salas.
- Jorge Yáñez como Waldo Cáceres.
- María Elena Duvauchelle como Marietta Mora.
- Ana María Martínez como Clara Domínguez.
- Marcela Medel como Ginette Cáceres.
- Vasco Moulian como Omar Saud Lecaros.
- Ingrid Cruz como Cinthia Cáceres.
- Diego Muñoz como Danilo Marambio.
- Francisca García-Huidobro como Ignacia Muñoz.
- Remigio Remedy como Manuel Carrasco.
- Valentina Pollarolo como Lorna Sánchez.
- Pablo Macaya como Ricardo Cáceres.
- Aranzazú Yankovic como Laura Condell Domínguez.
- Pamela Villalba como Margarita Leiva.
- Myriam Palacios como Felicinda Sánchez.
- Claudio Valenzuela como Lázaro Meneses.
- Lorene Prieto como Tatiana Marambio.
- Exequiel Tapia como Bartolo Peña.
- Adela Secall como Yasmine Saud Lecaros.
- Bruno Ebner como Lucho Cariaga.
- Aldo Parodi como Casimiro Cataldo.
- Paulo Meza como Jaime Godoy.
- Romeo Singer como Gabriel Mackenna.
- Gabriel Maturana como Alipio Mora.

### Invitados
- Willy Sabor como presentador.

## Equipo
- Dirección de Producción Canal 13: Ricardo de la Fuente
- Dirección de Área Dramática Canal 13: Nené Aguirre
- Autor(es): Pablo Illanes y Coca Gómez
- Libretista(s): Jimmy Daccarett, Amaya Rojas, Gonzalo Peralta y Perla Devoto
- Dirección general: Óscar Rodríguez
- Producción general: Javier Larenas Peñafiel
- Dirección de unidad(es): Luis Vicente López y Claudio Navarro
- Coordinación de producción: Gastón Vinet
- Edición: Soledad Rojas

## Banda sonora
1. La Sociedad - Bailando En La Calle
2. Miguel Bosé - Amante bandido
3. La Ley - Fuera De Mí
4. Glup! - Enamorado De Ti
5. Nek - Llegas Tú
6. Natalia Oreiro - Tu Veneno
7. Gondwana - Dulce Amor
8. Bacilos - Tabaco Y Chanel
9. Soraya - Después De Amar Así
10. Supernova - Sin Ti Soy Un Fantasma
11. No Te Va Gustar - No Era Cierto
12. Luis Fonsi - Imagíname Sin Ti
13. Mario Kirlis - A Loma
14. Quilapayún - El Sabio Loco
15. Carlos "Mona" Jiménez - Beso A Beso
16. Ráfaga - Mentirosa
17. Hechizo - El Mujeriego